# Cuitzala
Cuitzala är en ort i Mexiko.   Den ligger i kommunen Coyomeapan och delstaten Puebla, i den sydöstra delen av landet, 250 km sydost om huvudstaden Mexico City. Cuitzala ligger 2 219 meter över havet och antalet invånare är 438.
Terrängen runt Cuitzala är kuperad åt nordost, men åt sydväst är den bergig. Runt Cuitzala är det ganska tätbefolkat, med 60 invånare per kvadratkilometer. Närmaste större samhälle är San Gabriel Casa Blanca, 15,7 km sydväst om Cuitzala. I omgivningarna runt Cuitzala växer huvudsakligen savannskog.